# Semunai
Semunai is een bestuurslaag in het regentschap Bengkalis van de provincie Riau, Indonesië. Semunai telt 6930 inwoners (volkstelling 2010).